# Томас Бах
Томас Бах (нім. Thomas Bach; нар. 23 грудня 1953) — німецький та міжнародний спортивний функціонер, президент Міжнародного олімпійського комітету. Колишній німецький фехтувальник, олімпійський чемпіон, чемпіон світу, 
За освітою юрист, закінчив університет Вюрцбурга. Вільно говорить, крім рідної німецької, французькою, англійською та іспанською мовами.
Відомий приватними дружніми стосунками з Путіним , своїми закликами до світових лідерів на саміті G20 відмовитися від усунення спортсменів з РФ через військову агресію проти України. Був неодноразово звинувачений у корупції, різноманітних зловживаннях та порушеннях правил та регламенту МОК. В серпні 2024 заявив, що після закінчення другого президентського терміну у червні 2025 піде у відставку.

## Президент МОК
Баха було обрано президентом Міжнародного олімпійського комітету на 8-річний термін на 125-ій сесії МОК 10 серпня 2013 року. Після закінчення цього терміну він зможе висунути свою кандидатуру на новий чотирирічний термін на сесії МОК.
У 2016-му став першим з 1984 року головою МОК, хто взагалі не відвідав Паралімпійські ігри.

## Виступи на Олімпіадах
| Олімпіада     | Дисципліна       | Місце |
| ------------- | ---------------- | ----- |
| Монреаль 1976 | рапіра, командні | 1     |

## Нагороди
- 1981 — кавалерський хрест ордена «За заслуги перед Федеративною Республікою Німеччина»
- 1984 — орден «За заслуги перед землею Баден-Вюртемберг»
- 1993 — офіцерський хрест ордена «За заслуги перед Федеративною Республікою Німеччина»
- 2004 — командорський хрест ордена «За заслуги перед Федеративною Республікою Німеччина»
- 2014 — Орден Пошани (Росія) — за великий внесок у розвиток міжнародного олімпійського та паралімпійського руху та заслуги у підготовці російських спортсменів
- 2015 — Орден Національного олімпійського комітету Білорусі — за виняткові заслуги в розвитку олімпійського руху, масового спорту та спорту вищих досягнень в Білорусі, а також за особливі заслуги у пропаганді ідеалів і принципів олімпізму, популяризації спорту та здорового способу життя
- Орден князя Ярослава Мудрого V ст. (Україна, 15 грудня 2015) — за визначний особистий внесок у розвиток спорту і популяризацію олімпійського руху в Україні[9][10]
- Орден князя Ярослава Мудрого IV ст. (Україна, 10 вересня 2021) — за визначний особистий внесок у розвиток олімпійського руху, утвердження гуманістичних ідеалів і цінностей олімпізму, популяризацію масового спорту та спорту вищих досягнень[11]

## Виноски
1. ↑  ZDF: Geheimer Moskau-Flug von Olympia-Boss Bach.(нім.) 17.07.2024
2. ↑  Президент МОК виступив проти усунення російських спортсменів через військову агресію
3. ↑  Süddeutsche Zeitung: Brisante Mails an Thomas Bach.(нім.) 16.09.2016
4. ↑  Thomas Bach tritt als IOC-Präsident ab.(нім.) 10.08.2024
5. ↑  Zaccardi, Nick. Thomas Bach elected as ninth IOC president. NBC OlympicTalk. Архів оригіналу за 11 вересня 2013. Процитовано 10 вересня 2013.
6. ↑  Next IOC President to be elected this Tuesday. 9 вересня 2013. Процитовано 10 вересня 2013.
7. ↑  Спортогляд: куди зник голова МОК і паралімпійська трагедія. BBC Україна. 19 вересня 2016. Процитовано 21 вересня 2016.
8. ↑  Вперше з 1984 року глава МОК не відвідає церемонію відкриття Паралімпіади. Сегодня. 7 вересня 2016. Процитовано 21 вересня 2016.
9. ↑  Указ Президента України від 15 грудня 2015 року № 704/2015 «Про нагородження Т.Баха орденом князя Ярослава Мудрого»
10. ↑  Порошенко нагородив президента МОК Баха орденом Ярослава Мудрого. ukranews.com. Українські новини. 15 грудня 2015.
11. ↑  Указ Президента України від 10 вересня 2021 року № 460/2021 «Про нагородження Т.Баха орденом князя Ярослава Мудрого»